# God Save Our Solomon Islands
God Save Our Solomon Islands (en español: Dios salve a nuestras Islas Salomón) es el himno nacional de las Islas Salomón. Se adoptó en 1978 después de conseguida la independencia del país. El texto fue escrito por Panapasa Balekana y Matila Balekana; la música es de Panapasa Balekana. 
God bless our Solomon Islands from shore to shore
Blessed all our people and all our lands
With your protecting hands
Joy, Peace, Progress and Prosperity
That men shall brothers be, make nations see
our Solomon Islands, our Solomon Islands
Our nation Solomon Islands
Stands forever more.
Traducción
"Dios salve a nuestras Islas Salomón de orilla a orilla
Bendice a todo nuestro pueblo y a todas nuestras tierras,
con tus manos protectoras.
Alegría, paz, progreso y prosperidad.
Que los hombres sean hermanos, haz que las naciones vean.
Nuestras Islas Salomón, nuestras Islas Salomón.
Nuestra nación de las Islas Salomón,
permanece para siempre."
- Datos: Q857953
- Multimedia: National anthem of the Solomon Islands / Q857953